# George Pearson (réalisateur)
Pour les articles homonymes, voir George Pearson et Pearson.
George Pearson, né à Londres (Kensington) le 19 mars 1875 et mort à Great Malvern (Worcestershire) le 6 février 1973, est un pionnier anglais du cinéma, réalisateur, scénariste et producteur, qui a œuvré principalement à l'ère du cinéma muet.

## Biographie

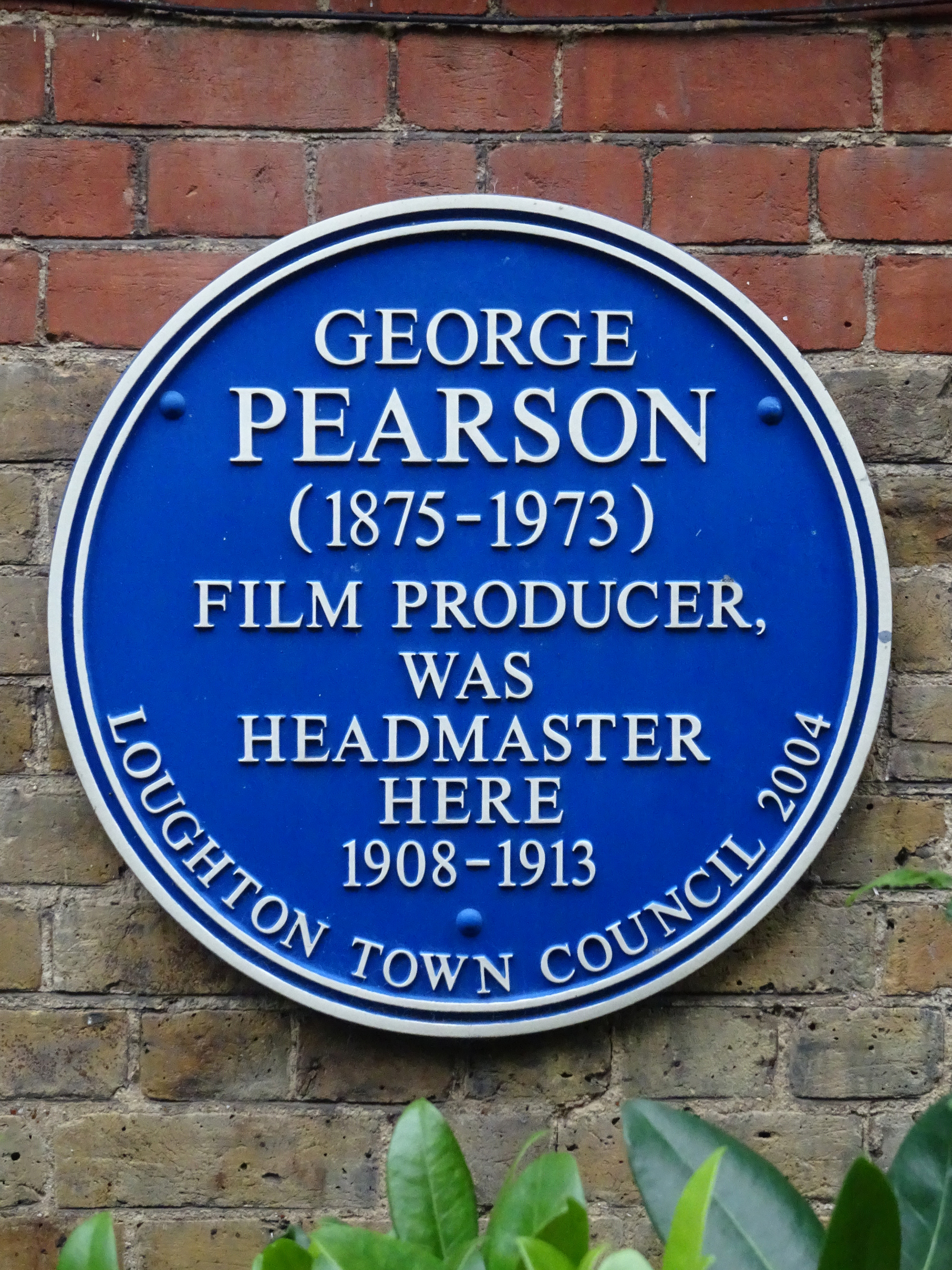
Plaque commémorative pour George Pearson à Londres.

George Pearson commence sa carrière professionnelle comme enseignant, atteignant le poste de directeur en 1902, à l'âge de 26 ans. Son poste le plus élevé le fut à Loughton (Essex), à la Staples Rd School où est apposée une « Blue plaque » en son honneur. En 1913, il entre dans le monde du cinéma comme scénariste.
Pearson travaille d'abord chez Gaumont et rejoint plus tard la Colonial Film Unit (la future Commonwealth Film Unit (en)). Il travaillera dans la branche jusqu'à l'âge de 81 ans. Si très peu de son œuvre subsiste, il est crédité de pionnier du cinéma de par ses prises de vues réalisées par des caméras mobiles.
Il épouse Edith Stacey (1881-1961) en 1901 avec laquelle il a deux fils et deux filles. Une de ses filles, Winifred, est devenue monteur. Il publie en 1957, son autobiographie, Flashback.

## Filmographie
- 1914 : A Study in Scarlet[1]  (film perdu[2])
- 1915 : John Halifax, Gentleman
- 1916 : Ultus and the Grey Lady
- 1916 : Sally Bishop
- 1918 : Les Gosses dans les ruines (en)
- 1920 : Nothing Else Matters
- 1922 : Squibs Wins the Calcutta Sweep
- 1923 : Roses de Piccadilly (Love, Life and Laughter)
- 1923 : The Romany
- 1924 : Reveille
- 1926 : The Little People
- 1927 : Huntingtower
- 1928 : Love's Option
- 1929 : Auld Lang Syne
- 1931 : East Lynne on the Western Front
- 1933 : The Good Companions (en)
- 1933 : A Shot in the Dark
- 1934 : Open All Night
- 1935 : The Ace of Spades
- 1935 : Jubilee Window
- 1935 : Checkmate
- 1935 : Gentleman's Agreement
- 1936 : Midnight at Madame Tussaud's
- 1937 : The Fatal Hour

## Prix et honneurs
En 1951, il reçoit l'ordre de l'Empire britannique.